# Gasselternijveen
Gasselternijveen (52° 59′ N, 6° 51′ L) é uma cidade dos Países Baixos, na província de Drente. Gasselternijveen pertence ao município de Aa en Hunze, e está situada a 20 km, a leste de Assen.
Em 2001, a cidade de Gasselternijveen tinha 1570 habitantes. A área urbana da cidade é de 1.0 km², e tem 646 residências. 
A área de Gasselternijveen, que também inclui as partes periféricas da cidade, bem como a zona rural circundante, tem uma população estimada em 1870 habitantes.